# Klassificering av hotell
Klassificering av hotell används för att vägleda samt underlätta för konsumenter vid val av hotell. Många system använder sig av stjärnor för att signalera nivå men även andra typer av ikoner och symboler används. American Automobile Association använder sig exempelvis av diamanter istället för stjärnor.
De flesta större aktörerna redovisar resultaten i skala om 5 nivåer (1-5 stjärnor) men det förekommer anläggningar som anser sig vara bättre än den högsta nivån och utger sig för att ha sex eller till och med sju stjärnor. Detta fenomen ses dock av branschen enbart som reklam.
Det finns idag inget officiellt globalt system för hotellklassificering. Några större aktörer, exempelvis Startle (internetversionen av Forbes Travel Guide), genomför dock interkontinentala bedömningar.
Vissa länder har officiella nationella system, ofta framtagna av landets branschorgan för hotellnäringen. Bara inom Europa fanns det tidigare nästan 30 länder som hade olika sätt att sätta stjärnor på hotell.
Dessutom förekommer det regionala system och tolkningar i vissa länder. Exempelvis har man i Italien 20 olika regionala system.
Utöver detta använder sig även researrangörer och bokningssidor på internet av egna varianter av graderingar och kriterier. Allt från bollar och solar till bokstäver förekommer.

## HOTREC:s 21 principer
Med ett seminarium i Bergen 2004 påbörjade HOTREC en process för att försöka harmonisera kriterierna för klassificering av hotell inom Europa. En lista med 15 principer togs fram och antogs av medlemsländerna. Denna utökades till nuvarande 21 principer under 2009. Dessa innefattar grundläggande regler för struktur av klassificeringssystem för att underlätta en gemensam hantering av de nationella/regionala hotellklassificeringssystem runt om i Europa. Principerna innehåller bland annat krav på regelbundna inspektioner utförda på plats på anläggningen.

## Europeiska hotellklassificeringssystemet - Hotelstars Union
Då det inte tidigare funnit något gemensamt officiellt system för klassificering av hotell inledde några av medlemsländerna i HOTREC ett projekt för få igång en harmonisering av de befintliga systemen i Europa. Projektet ledde fram till att man den 14 december 2009 bildade Hotelstars Union. De sju ursprungsländerna Nederländerna, Schweiz, Sverige, Tjeckien, Tyskland, Ungern och Österrike enades om att följa ett gemensamt kriteriesystem. Implementeringen påbörjades 2010 och systemet har sedan dess även antagits av Luxemburg, de baltiska länderna Estland, Lettland och Litauen. Hotelstars Union omfattar idag 14 länder med knappt 20 000 hotell runt om i Europa samt Malta.
Systemet består av 270 kriterier. Kriterierna är uppdelade i två kategorier:
- Obligatoriska kriterier som måste uppfyllas för att erhålla stjärnklass
- Tilläggskriterier där ett visst antal poäng måste uppnås för att erhålla den stjärnklass som de obligatoriska kriterierna indikerar.
För samtliga stjärnklasser krävs, utöver de obligatoriska kriterierna, ett antal tilläggskriterier för att uppnå stjärnklass. Därutöver bedöms även hotellet i sin helhet vad gäller underhållsstandard, kvalitet på möbler och utrustning samt allmänt intryck.
För varje stjärnklass är det möjligt att uppnå en så kallad superiornivå för hotell som erhåller ett större antal tilläggspoäng.
De olika stjärnklasserna kan sammanfattas med följande obligatoriska kriterieexempel:
|      | Utdrag ur kriterielistan | Superiortillägg                                                        |
| ---- | --- | ---------------------------------------------------------------------- |
| En   | Hotell med primärt gemensamma utrymmen för bad/wc, handduk, centralvärme, frukostservering samt tillträde dygnet runt, möjlighet till väckning, daglig städning av rum. | Rummen har privat badrum/wc samt TV.                                   |
| Två  | Hotell har, utöver krav för 1*, badlakan samt handfat med tvål duschkräm och sänglampa på rum. Dessutom ska minst 40 % av rummen ha privata badrum/wc och TV. | Rummen har privat badrum/wc samt TV.                                   |
| Tre  | Receptionsservice minst 14 timmar, rummen utrustade med privat bad/wc, hårtork, helfigurspegel, bagagestativ, arbetsbord, radio, TV, möjlighet till internetuppkoppling, möjlighet till bagageservice, tvättpåse, skoputsmöjligheter, hiss.                                                                                                   | Hotellet har tillräckligt antal tilläggspoäng för att uppnå "Superior" |
| Fyra | Reception bemannad minst 18 timmar, hotellet bemannat dygnet runt, bar minst 6 dagar i veckan, bekväma möbler, safebox, gästdator, internetuppkoppling i rum, minibar alt. room service, middagsservering minst 6 dagar i veckan och roomservice med mat (gäller ej Garnihotell), dagstidningar, syservice, hiss.                             | Hotellet har tillräckligt antal tilläggspoäng för att uppnå "Superior" |
| Fem  | Reception bemannad 24 timmar, sviter, extra toalettartiklar på rum, badrock och tofflor, extra kuddar, urval av kuddar, bekväma sittplatser i rum, bar 7 dagar i veckan, lunch och middag 7 dagar i veckan, minibar, roomservice dygnet runt, bagageservice, strykservice, tvättservice samma dag, second service/turn down, mystery check-in | Hotellet har tillräckligt antal tilläggspoäng för att uppnå "Superior" |

## Hotellklassificering i Sverige
I Sverige utförs den officiella hotellklassificeringen enligt Hotelstars Unions 270 kriterier. Inspektörer från Visita – Svensk besöksnäring genomför årliga inspektioner på plats på anläggningarna.

## Äldre system
2003 infördes det första officiella nationella klassificeringssystemet i Sverige. Efter påtryckningar från kund- och beställarsidan fick branschorganisationen SHR, Sveriges Hotell- och Restaurangföretagare (numera Visita- Svensk besöksnäring), uppdraget att ta fram ett fungerande system. Syftet var att underlätta för konsumenter och researrangörer vid val av hotell. Organisationen antog det då befintliga danska systemet som varit i bruk sedan 1997. Senare antog även de baltiska staterna grunderna i samma system. Det nordisk-baltiska systemet var aktivt fram till införandet av det europagemensamma klassificeringssystemet Hotelstars Union 2010. Systemet baserades på enbart obligatoriska kriterier och innehöll 137 kriterier.
Nedan presenteras de gamla svenska och tyska klassificeringssystemen:
|      | Svensk klassificeringsstandard | Tysk klassificeringsstandard |
| ---- | --- | --- |
| En   | För en stjärna gäller: Gemensamma toaletter och bad/dusch motsvarande minst 10 % av rummens antal, centralvärme, frukostservering, tillträde dygnet runt (på natten med nyckel i allmänhet). Underhållsstandard i relation till stjärna.                                                          | Turist: 12 m² för dubbelrum. Alla rum med toalett, handfat och dusch eller badkar. Telefon i korridor el reception. TV. Daglig städning. Värdeförvaring i reception. |
| Två  | Minst 40 % av rummen måste ha privat toalett och bad/dusch. Möjlighet att köpa förfriskningar. Underhållsstandard i relation till antal stjärnor. | Standard: 16 m² för dubbelrum. En stjärna plus: Bord och klädskåp. Kontokort tas emot. |
| Tre  | Privat toalett, badrum, telefon och TV på samtliga rum, tillgång till gäst-PC, hotellet bemannat dagtid, hiss samt rökfria rum. Underhållsstandard i relation till antal stjärnor. | Komfort: 18 m² för dubbelrum. Två stjärnor plus: hårfön, stolar, internet, dryck i rummet. Radio och musikanläggning. Telefon i rummet. Receptionist kan anropas på natten. Värdeskåp i reception eller rum. Engelskspråkig personal.                                                                                   |
| Fyra | Det krävs restaurang med bordsservering (gäller ej om hotellet är klassat som Garni), minibar/roomservice, hotellet bemannat dygnet runt, internationella TV-kanaler, 100% nätuppkopplade rum, fotokopiering, tvättservice, inredningskomfort. Underhållsstandard i relation till antal stjärnor. | Förstklassig: 18 m² för dubbelrum. Tre stjärnor plus: Soffa. Rejäl yta för avställning. Badrock, tofflor. Reglerbar rumstemperatur. Receptionist kan anropas på natten, finns i reception 18 timmar/dygn. Bar nära receptionen. Sittgrupper vid receptionen. Roomservice inkl frukost på rummet. À la carte-restaurang. |
| Fem  | Maximalt fem stjärnor får det hotell som därutöver har à la carte-restaurang, pool och/eller bemannat gym, och/eller bemannad bastu-relaxavdelning, luftkonditionering, safebox på rum, generellt exklusiv inredning, sviter. Underhållsstandard i relation till antal stjärnor.                  | Lyx: 26 m² för dubbelrum. Fyra stjärnor plus: Sviter finns. Extra tvättställ i rummet. Två TV för sviter. TV-kanallista. Telefon med direktnummer. PC med internet på rummet. Bemannad reception 24 timmar/dygn. Fräscha blommor och present i rummet vid ankomst. Pool. Två olika restauranger.                        |

## Fotnoter
1. ↑  
”What is this?”. http://ww2.aaa.com/aaa/common/Tourbook/diamonds/whatisthis.html. Läst 18 juli 2012.
2. ↑  
”About Startle”. Arkiverad från originalet den 29 juli 2012. https://web.archive.org/web/20120729165556/http://www.startle.com/about/main. Läst 18 juli 2012.
3. ↑  
”Hotel Stars in Europe”. Arkiverad från originalet den 23 november 2015. https://web.archive.org/web/20151123194020/http://www.hotrec.eu/hotel-stars-in-europe.aspx. Läst 18 juli 2012.
4. ↑  ”Hotel classification system in Spain”. Arkiverad från originalet den 8 december 2015. https://web.archive.org/web/20151208072558/http://www.cehat.com/frontend/cehat/Hotel-Classification-System-In-Spain-vn2682-vst328. Läst 18 juli 2012.
5. ↑  
”Classification Summary Italy” (pdf). Arkiverad från originalet den 20 november 2011. https://web.archive.org/web/20111120011439/http://hotrec.prod.altasys.be/files/view/305-classification_summary_italy.pdf. Läst 18 juli 2012.
6. ↑  
”HOTREC - European trade association of hotels, restaurants and cafes”. Arkiverad från originalet den 24 juli 2012. https://web.archive.org/web/20120724102145/http://www.hotrec.eu/default.aspx. Läst 18 juli 2012.
7. ↑  
”HOTREC’s 21 principer för gemensam hantering av nationella/regionala hotellklassificeringssystem i Europa” (pdf). Arkiverad från originalet den 8 december 2015. https://web.archive.org/web/20151208160546/http://www.hotelstars.eu/userfiles/files/se/downloads/HOTREC_principer_se.pdf. Läst 18 juli 2012.
8. ↑  ”The founding of the Hotelstars Union to lead to harmonised Hotelstars in Europe”. Arkiverad från originalet den 8 december 2015. https://web.archive.org/web/20151208130336/http://www.hotelstars.eu/en/?open=News&NewsID=3. Läst 18 juli 2012.
9. ↑  ”Luxembourg becomes a member of HOTREC and the Hotelstars Union”. Arkiverad från originalet den 8 december 2015. https://web.archive.org/web/20151208110208/http://www.hotelstars.eu/en/?open=News&NewsID=56. Läst 18 juli 2012.
10. ↑  ”Estonia, Latvia and Lithuania join the Hotelstars Union”. Arkiverad från originalet den 8 december 2015. https://web.archive.org/web/20151208144640/http://www.hotelstars.eu/en/?open=News&NewsID=18. Läst 18 juli 2012.
11. ↑  
”Hotelstars Union”. http://www.hotelstars.eu/. Läst 18 juli 2012.
12. ↑  
”http://www.visita.se/PageFiles/1902/Kriterier%202010%20master%20ver10.pdf” (pdf). http://www.hotelstars.eu/. Läst 18 juli 2012.